# Dritëro Agolli
Dritëro Agolli (Menkulas, 13. listopada 1931. – Tirana, 3. veljače 2017.), albanski književnik i pjesnik.

## Životopis
U mladoj dobi sudionik antifašističkom pokretu za nacionalno oslobođenje. Studirao je u Petrogradu na Filološkom fakultetu. Poslije studija bio je novinar nekoliko godina. Pisao je poeziju, romane, kazališna djela te filmske scenarije.

## Djela

### Poezije
- Moji koraci na asfaltu (Hapat e mia në asfalt, 1958.)[1]
- Podne (Mesditë, 1969.)[1]
- Riječ kleše kamen (Fjala gdhend gurin, 1977.)[1]

### Kratke priče
- Dah prošlosti (Zhurma e erërave te dikurshme, 1965.)[1]

### Romani
- Komesar Memo (Komisari Memo, 1970.)[1]
- Veličina i pad druga Zyla (Shkëlqimi dhe rënia e shokut Zylo, 1973.)[1]
- Čovjek s topom (Njeriu me top, 1975.)[1]

### Književnokritički članci
- Umjetnost i vrijeme (Arti dhe koha, 1980.)[1]